# برناديت بوير
برناديت بوير هي لاعب هوكي الحقل كندية، ولدت في 23 يناير 1966 في برامبتون في كندا.

## وصلات خارجية
- برناديت بوير على موقع اللجنة الأولمبية الدولية (الإنجليزية)
- برناديت بوير على موقع أوليمبيديا (الإنجليزية)
- برناديت بوير على موقع اللجنة الأولمبية الكندية (الإنجليزية)